# Amerikai pác
Az Amerikai pác (eredeti cím: An American Pickle) 2020-ban bemutatott amerikai vígjáték-filmdráma, melyet Brandon Trost rendezett (rendezői debütálásában) és Simon Rich írt, a 2013-as Sell Out című regénye alapján. A főszerepben Seth Rogen látható; kelet-európai zsidó bevándorlót alakít, akit egy  savanyúsággal teli tartályban tartósítanak, majd egy évszázaddal később a mai New York Cityben ébred, és utolsó megmaradt leszármazottja (akit szintén Rogen alakít) segítségével próbál beilleszkedni. További szereplő Sarah Snook.
A film jogait eredetileg a Sony Pictures forgalmazta volna, de 2020 áprilisában eladták a Warner Bros. Picturesnek. Az Amerikai Egyesült Államokban 2020. augusztus 6-án került digitálisan a mozikba, az HBO Max első eredeti filmjeként, az Egyesült Királyságban pedig egy nappal később, Magyarországon DVD-n jelent meg szinkronizálva.
Általánosságban pozitív kritikákat kapott az értékelőktől, dicsirték Rogen kettős alakítását.

## Cselekmény
Herschel Greenbaum és felesége, Sarah Greenbaum nehéz körülmények között élő zsidó munkások. 1919-ben a falujukból Amerikába emigrálnak, miután falujukat orosz kozákok támadják meg és dúlják fel. Herschel egy savanyúsággyárban talál munkát, és egy zsidó temetőben két sírhelyre való pénzt próbál félretenni. Egyik nap, munka közben beleesik egy kád savanyúságba. A gyárat bezárják, ő pedig 100 évig a pácban aszalódik.
Miután 2019-ben felébred Brooklynban, Herschel felfedezi, hogy az egyetlen élő rokona a dédunokája, Ben. Ben szabadúszó alkalmazásfejlesztőként dolgozik, és jelenleg a saját "Boop Bop" nevű alkalmazását fejleszti, egy olyan szolgáltatást, amely a cégek etikusságát ellenőrzi, amikor azok megvásárolják termékeiket. Ben vonakodva beleegyezik, hogy Herschellel együtt elmenjen a temetőbe, ahol Sarah és a fia, valamint Ben szülei vannak eltemetve. Herschel felháborítónak találja, hogy a temetőt romokban hagyták, és egy orosz vodka reklámtábla is áll fölötte. Ez arra buzdítja, hogy megtámadja a hirdetőtáblát felállító építőmunkásokat, ami végül ő és Ben letartóztatásához vezet.
Ben képes óvadék ellenében kihozni magukat a börtönből; azonban az új büntetett előélete miatt most már nem tud befektetőket szerezni az alkalmazásához, ami miatt Herschel-t kitagadja. Herschel úgy dönt, hogy saját savanyúságüzletbe kezd mindenféle rothadó zöldségféléből, hogy megvásárolja és leszerelje a temetőre néző óriásplakátot. Herschel üzlete hatalmas sikert arat a közösségi médián keresztül. Ben azonban elmondja a minőségellenőröknek, hogy Herschel a szemetesekben talált termékeket használta fel, ami miatt 12.000 dolláros büntetést rónak ki rá. Herschel ebből a helyzetből fizetetlen gyakornokok alkalmazásával tud kilábalni, aminek hatására az üzlete még népszerűbbé válik, és lehetővé teszi számára, hogy felújítsa a temetőt és eltávolítsa a hirdetőtáblát. Herschel sikere miatt Ben még jobban irigyelni kezdi.
Ben ekkor azt mondja Herschelnek, hogy használja a Twittert, ekkor ő elkezd ellentmondásos kijelentéseket tweetelni. Bár kezdetben tiltakozásokkal és bojkottal találkoznak, Herschelre ezután a szólásszabadság és a felhatalmazás ikonjaként tekintenek. Miközben Herschel körül baráti viták alakulnak ki, Ben megjelenik, és megkérdőjelezi a kereszténységről alkotott gondolatait. Ez a kereszténységről szóló szónoklatához vezet, aminek következtében Herschel megvetetté válik a közönség körében. A bevándorlási aktái sem találhatóak meg sehol, ami miatt a kormány megpróbálja kitoloncolni őt.
Herschel megérkezik Ben lakására, Ben pedig vonakodva beleegyezik abba, hogy segít neki eljutni a kanadai határig. Ezáltal Ben és Herschel kapcsolata egyre javul. Ben bevallja, hogy megpróbálta szabotálni Herschel üzletét, ami miatt Herschel csalódottan érzi magát, mert Bent jobban elkötelezett az apja, mint a családja lelki öröksége iránt. Verekedés tör ki kettejük között. Herschelnek sikerül ellopnia Ben hátizsákját, leborotválja a szakállát, felveszi a ruháit, és Bennek adja ki magát, ezzel riasztva a rendőrséget, hogy Herschel valójában Ben. Az igazi Bent letartóztatják és kitoloncolják.
Ben lakásán Herschel rájön, hogy az alkalmazás neve, a "Boop Bop" valójában Ben beceneve volt, amit néhai szüleinek adott, aminek hatására Herschel rájön, hogy a család mindig is Ben szívügye volt.
Visszatér eredeti hazájába, hogy megtalálja Bent, aki egy helyi zsinagógában szállt meg. Kibékülnek, és valamivel később visszatérnek Brooklynba, abban a reményben, hogy egy savanyúságot árusító weboldalt tudnak fejleszteni.

## Szereplők
(A szereposztás mellett a magyarhangok feltüntetve)
- Seth Rogen – Herschel Greenbaum / Ben Greenbaum – Anger Zsolt
- Sarah Snook – Sarah Greenbaum – eredeti nyelven
- Eliot Glazer – Christian – Bodrogi Attila
- Jorma Taccone – Liam – Hamvas Dániel
- Kalen Allen – Kevin – Fehér Tibor
- Molly Evensen – Clara – Gyöngy Zsuzsa
- Kevin O'Rourke – Dane Brunt – Kardos Róbert
- Joanna P. Adler – Kim Ecklund professzor – Pallai Mara
- Sean Whalen – tudós – Végh Péter
- Geoffrey Cantor – David Greenbaum – Törköly Levente
- Carol Leifer – Susan Greenbaum – Hirling Judit
- Marsha Stephanie Blake – Sanders felügyelő – Czirják Csilla
- Liz Cackowski – Susan O’Malley – Zakariás Éva
- Tim Robinson – legfőbb államügyész – Mikula Sándor
- Betsy Sodaro – Védőügyvéd – Kokas Piroska

## Filmkészítés
Seth Rogen és Simon Rich már 2007-ben elkezdtek beszélgetni a film ötletéről. 2013. május 29-én bejelentették, hogy a Sony Pictures megvásárolta Rich Sell Out című regényének filmes jogait. A producerek Rogen, Evan Goldberg és James Weaver lettek, míg Rich executive producerként működött volna közre. A filmben részt vevő produkciós cégek között szerepelt a Point Grey Pictures is.
2018. szeptember 27-én bejelentették, hogy Brandon Trost lesz a rendező, a forgatókönyvíró pedig Rich, míg a további producerek között Alexandria McAtee is szerepelt.
A rendezői bejelentés mellett azt is megerősítették, hogy a film főszereplője Rogen lesz. 2018. november 26-án bejelentették, hogy Maya Erskine, Sarah Snook, Eliot Glazer, Kalen Allen, Molly Evensen és Kevin O'Rourke csatlakozott a stábhoz (bár Erskine végül nem szerepelt a filmben). A forgatásra a Pittsburghben (Pennsylvania) került sor 2018. október 29. és december 22. között.

## Megjelenés
2020. április 27-én bejelentették, hogy a Warner Bros. Pictures megvásárolta a film globális forgalmazási jogait a Sony Pictures-től. Az Amerikai Egyesült Államokban digitálisan az HBO Max-on, Kanadában pedig a Crave szolgáltatáson keresztül jelent meg 2020. augusztus 6-án. Novemberben a Variety arról számolt be, hogy a film a 2020-as év 20. legnézettebb filmjei között szerepelt.
A filmet 2020. augusztus 7-én mutatták be az Egyesült Királyságban. Az Egyesült Királyságban debütáló film 162 moziban 36 194 dollárt keresett, és ezzel a negyedik helyen végzett a jegypénztáraknál. A filmet Izraelben is bemutatták, a Jeruzsálemi Filmfesztiválon.

## Fordítás
- Ez a szócikk részben vagy egészben  az   An American Pickle című angol Wikipédia-szócikk fordításán alapul.  Az eredeti cikk szerkesztőit annak laptörténete sorolja fel. Ez a jelzés csupán a megfogalmazás eredetét és a szerzői jogokat jelzi, nem szolgál a cikkben szereplő információk forrásmegjelöléseként.